# Lan Samantha Chang
Lan Samantha Chang (張嵐; pinyin: Zhāng Lán) (Appleton, 1965), é uma professora e escritora estadunidense.

## Biografia
Chang nasceu no Wisconsin, filha de pais chineses que emigraram para os EUA após terem sobrevivido à ocupação japonesa durante a II Guerra Mundial.

## Obras
- Hunger: A Novella and Stories (1998)
- Inheritance: A Novel (2004) (obra traduzida para o português por Ana Luiza Dantas Borges)[2]
- All Is Forgotten, Nothing Is Lost: A Novel (2010)